# Michelle Andrade
Michelle Andrade (Cochabamba, Bolivia) 10 de noviembre de 1996) es una cantante y presentadora de televisión ucraniana. Canta en español, ucraniano, inglés, portugués y ruso.

## Primeros años de vida
Andrade nació en Cochabamba, Bolivia el 10 de noviembre de 1996 de padre boliviano de ascendencia peruana y madre ucraniana. Cuando era niña, se dedicaba a la gimnasia rítmica, al voleibol y al baile. En 2010, se mudó a Ucrania. Al mismo tiempo ingresó a la escuela de música con un título en piano y al mismo tiempo comenzó a cantar.

## Carrera
En 2013, Andrade participó en el programa X-Factor, donde fue notada por el productor Potap. Apareció por primera vez en el gran escenario el 2 de octubre de 2014, actuando con la banda Mozgi en un concierto organizado por el canal de televisión M1.
En 2015, apareció en el video musical de la canción "Scream" de la banda de rock ucraniana O.Torvald. El 2 de octubre de 2016, lanzó su primera canción "Amor", y en diciembre del mismo año se lanzó su video musical. El 2 de noviembre de 2017, se lanzó el segundo video musical de Andrade para "Enough Whistles". Dos días después, tuvo lugar su primer gran concierto en solitario. El 15 de diciembre, lanzó la canción "Winter" y un video en su canal de YouTube.
El 25 de abril de 2018, en el restaurante Manu de Kyiv, Andrade presentó su primer miniálbum, La Primavera Boliviana, que se lanzó oficialmente dos días después. El álbum incluye cinco canciones, una versión en solitario de "Amor", "Winter", "Enough Whistling", "Musica" y "Taya". Un sencillo llamado "Hasta la Vista" fue lanzado el 2 de noviembre, y un video el 30 de noviembre. El 27 de junio de 2019, lanzó su primer álbum de estudio llamado Latino Ritmo. En 2020, según TopHit, la canción "No sé" se reprodujo 264.396 veces en las estaciones de radio ucranianas. En 2021, junto con Positive, se convirtió en presentadora del programa de viajes de la televisión ucraniana Orel i Reshka.

## Discografía

### Álbumes de estudio
- 2019: Ritmo Latino

### EP
- 2018: La Primavera Boliviana

### Individual
- 2016: «Amor»
- 2017: «Хватит свистеть»
- 2017: «Зима»
- 2018: «Música»
- 2018: «Hasta la Vista»
- 2019: «Fe»
- 2019: «Corazón»
- 2019: «No lo sé»
- 2020: «Misterios»
- 2020: «Orgulloso»
- 2020: «Esta noche»
- 2020: «Espejo»
- 2020: «100 000 minutos» hazaña. Positífice